# Benn Robinson
Benn Alexander Robinson (Sydney, 19 luglio 1984) è un rugbista a 15 australiano, pilone dei Waratahs.

## Biografia
Esordiente nella squadra provinciale del Nuovo Galles del Sud nel 2005, già l'anno successivo debuttò nel Super 14, in un incontro con i connazionali Queensland Reds.
Il 2006 fu anche l'anno d'esordio di Robinson in Nazionale, contro il Sudafrica nel corso del Tri Nations.
Un anno più tardi giunse anche la convocazione per la Coppa del Mondo di rugby 2007 ma un infortunio al piede lo costrinse a saltare la competizione; la sua assenza fu considerata tra le principali cause della peggior performance della prima linea australiana a livello internazionale.
A causa dell'infortunio dovette ricominciare la stagione successiva dalle giovanili dei Waratahs per poi ritrovare il posto sia in franchise che in Nazionale; nel 2010 ha rifiutato un'offerta della neoformata franchise dei Melbourne Rebels per rimanere fino al 2013 nei Waratahs.

## Palmarès
- Super Rugby: 1
Waratahs: 2014